# Paleoekologia

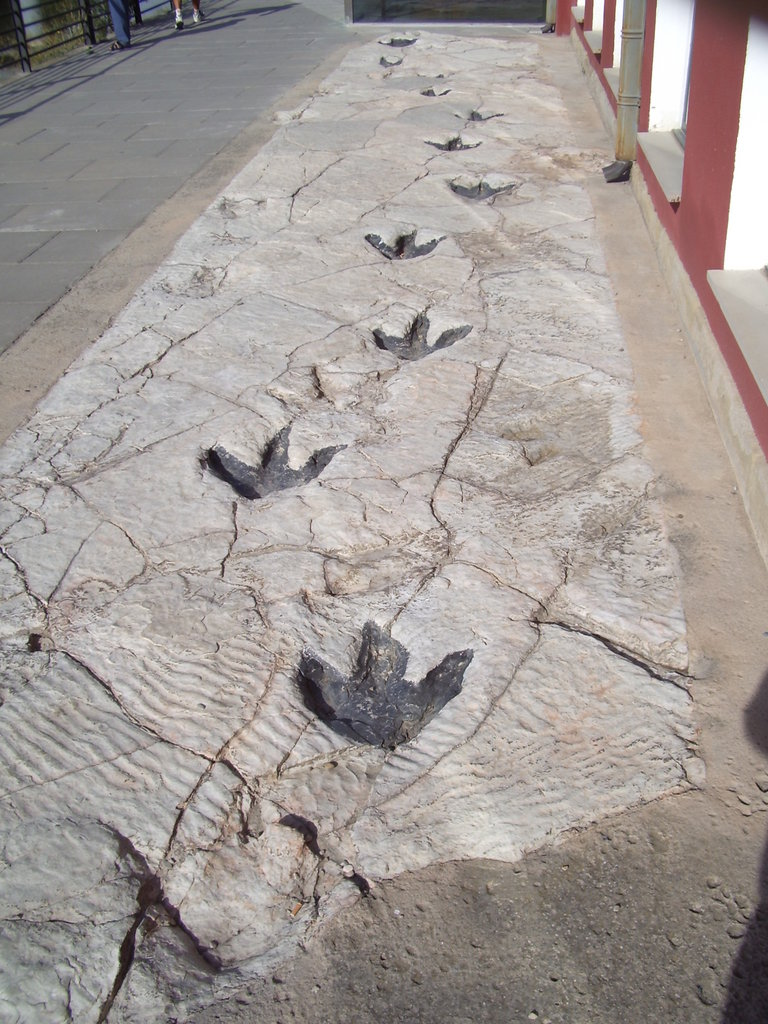
Kopia śladów dinozaura znalezionych w La Rioja (Muzeum Nauki w Logroño)

Paleoekologia – dziedzina nauki, będąca kierunkiem paleontologii oraz dziedziną ekologii ewolucyjnej, badająca ekologię kopalnych gatunków roślin i zwierząt czy ekosystemów.
Zajmuje się m.in. rekonstruowaniem budowy i funkcjonowania zbiorowisk roślin, warunków środowiska (zwłaszcza klimatu) w minionych epokach geologicznych, badaniem zależności między budową oraz funkcjami organizmów kopalnych a ich przystosowaniem się do środowiska oraz warunkami ekologicznymi ich życia. Badania paleoekologiczne wykonywane są na podstawie:
- szczątków roślin i zwierząt,
- analizy pyłkowej (palinologia),
- datowania w stosunku do organizmów kopalnych i warstw sedymentacyjnych,
- fizycznych pomiarów prób skał, minerałów i powietrza (uwięzionego np. w bursztynie lub lodzie),
- metod izotopowych, analizy chemicznej,
- metod mineralogicznych i geologicznych.

Paleoekologia jest stosunkowo nową dziedziną wiedzy: pierwszy podręcznik paleoekologii napisał rosyjski paleontolog Roman F. Hecker (1957, wydanie francuskie 1960), a w języku angielskim – Derek Ager w r. 1963.